# أسماء محمد عبد الله
أسماء محمد عبد الله (1946-) سياسية سودانية، وهي أول سيدة سودانية تتولى حقيبة وزارة الخارجية ضمن مجلس الوزراء الانتقالي، وأول امرأة تتولى وزارة ذات عمق سيادي في السودان.

## الميلاد والنشأة
ولدت في العاصمة السودانية الخرطوم في العام 1946، بدأت العمل في وزارة الخارجية في بداية السبعينيات، حيث كانت ضمن عدد قليل من النساء السودانيات اللائي عملن بالسلك الدبلوماسي. وكان معها كلا من السفيرة زينب محمد عبد الكريم، والسفيرة فاطمة البيلي.
بدأت حياتها الدبلوماسية من المقر الرئيسي لوزارة الخارجية السودانية في الخرطوم، وتنقلت بعد ذلك بين عدد من المحطات حتى وصلت وظيفة الوزير المفوض ومديرة إدارة الأمريكيتين بالوزارة، وعملت في عدد من البعثات الدبلوماسية في الخارج من بينها ستوكهولم والرباط وشغلت منصب سفيرة السودان في النرويج سابقاً.

## فصل تعسفي
عندما انقلب الرئيس المعزول عمر البشير على السلطة الديمقراطية في البلاد في العام 1989، اتخذ النظام الجديد سياسة عرفت بسياسة التمكين التي تقوم على إبعاد العناصر غير الموالية في الخدمة المدنية وفي السلك الدبلوماسي وإحلال أنصار النظام مكانهم، فكان أن اتخذ قرار بفصل عدد كبير من الدبلوماسيين بينهم أسماء محمد عبد الله.

## الفترة الانتقالية
لم يكن اسم أسماء موجود ضمن ثلاث أسماء رشّحهم تحالف قوى إعلان الحرية والتغيير لرئيس الوزراء عبد الله حمدوك لشغل منصب وزير الخارجية، لكن حمدوك دفع باسم السفيرة السابقة، لتحالف الحرية والتغيير كمرشحة لمنصب ظلَّ حِكراً على الرجال منذ تشكيل أول حكومة في السودان في عام 1954، وكان رهان حمدوك عليها بهدف إصلاح علاقات السودان الخارجية وتحقيق مصالح البلاد التي يضعها حمدوك أولوية الدبلوماسية السودانية خلال الفترة المقبلة، وكان حمدوك يعلم أن السفيرة السابقة لديها خبرات سابقة لعملها بوزارة الخارجية.

## روح الوطنية
أسماء واحدة من «كنداكات» السودان اللائي شاركن بقوة في الحراك الأخير الذي حرر السودان من قبضة البشير والإخوان، فهي تدرك تماما عظم المسئولية التي أوكلت إليها من جموع الشعب السوداني، ونجاح إدارة علاقات السودان الخارجية يعني الكثير للسودان الذي نال ما نال من دمار وتخريب سياسي واقتصادي على مدى ثلاثون عاماً، ظلّت أسماء حريصة على المحافظة على ثقافة السودان، حيث كرّست جُلَّ وقتها لخدمة الناس وقضاياهم وظهر ذلك جليّا من خلال الحياة التي عاشتها في الفترة التي تلت فصلها تعسفيّاً من عملها الدبلوماسي، وحتى عندما انتقلت إلى الرباط برفقة زوجها حسن محمد عثمان، كان بيتها ملاذا للطلاب السودانيين الدارسين هناك يلجأون إليه كلما احتاجوا إلى الدفء الأُسري والنصح، وأحيانا الطعام السوداني الأصيل.